# ثاندي بولاك
ثاندي بولاك (2 يونيو 1932 في مونتسو لوماين) (بالفرنسية: Thadée Polak)‏ لاعب كرة قدم فرنسي معتزل كان يجيد اللعب في مركز قلب الدفاع. ساهم في تتويج نادي سيدان ببطولة كأس فرنسا موسم 1960-1961 ومع نادي ليون موسم 1963-1964.